# نظام الصواريخ متعدد الأغراض طراز 96
نظام الصواريخ متعدد الأغراض طراز 96 (بالإنجليزية: Type 96 multi-purpose missile system (96式多目的誘導弾システム)) هو نظام صاروخي مضاد للدبابات / مركبة الإنزال تستخدمه قوة الدفاع الذاتي البرية اليابانية. يعتبر أول نظام صاروخي ياباني يستخدم واجهة يتم التحكم فيها رقميًا بالكامل.

## تاريخ
بدأ تطوير نظام الطراز 96 في عام 1986م من قِبل قيادة البحث والتطوير البري لقوات الدفاع الذاتي البرية اليابانية.

## وصف
يتمتع صاروخ طراز 96 برأس حربي كبير يمكنه تدمير الدبابات بضربة مباشرة من الأعلى، ولكن يمكن استخدامه أيضًا في دور مضاد للطائرات المروحية. يتم توجيه الصاروخ من قبل مشغل باستخدام جهاز مراقبة الصور بالأشعة تحت الحمراء الموجود في مركبة الإطلاق. يتم توصيل كاميرا الأشعة تحت الحمراء الخاصة بالصاروخ الطائر بنظام التوجيه الخاص به عن طريق ألياف بصرية. ويمكن أيضًا إطلاقه عموديًا ويتم دفع كابل الألياف الضوئية من الجزء الخلفي للصاروخ أثناء طيرانه.
الرأس الحربي للصاروخ كبير بشكل غير ضروري لمهاجمة الدبابات لأنه مصمم بالأساس لتدمير مركبات الإنزال ( LCA). ويُقدر الضباط اليابانيون أنه لا يمكن لأي دبابة أن تنجو من ضربة مباشرة في نقطة الضعف في درعها العلوي والذي ليس مدرع بشكل كبير مثل أقسامها الأمامية والجانبية.

## المستخدمين
- اليابان: 37 وِحدة (2012م)